# Lluis Borrassá

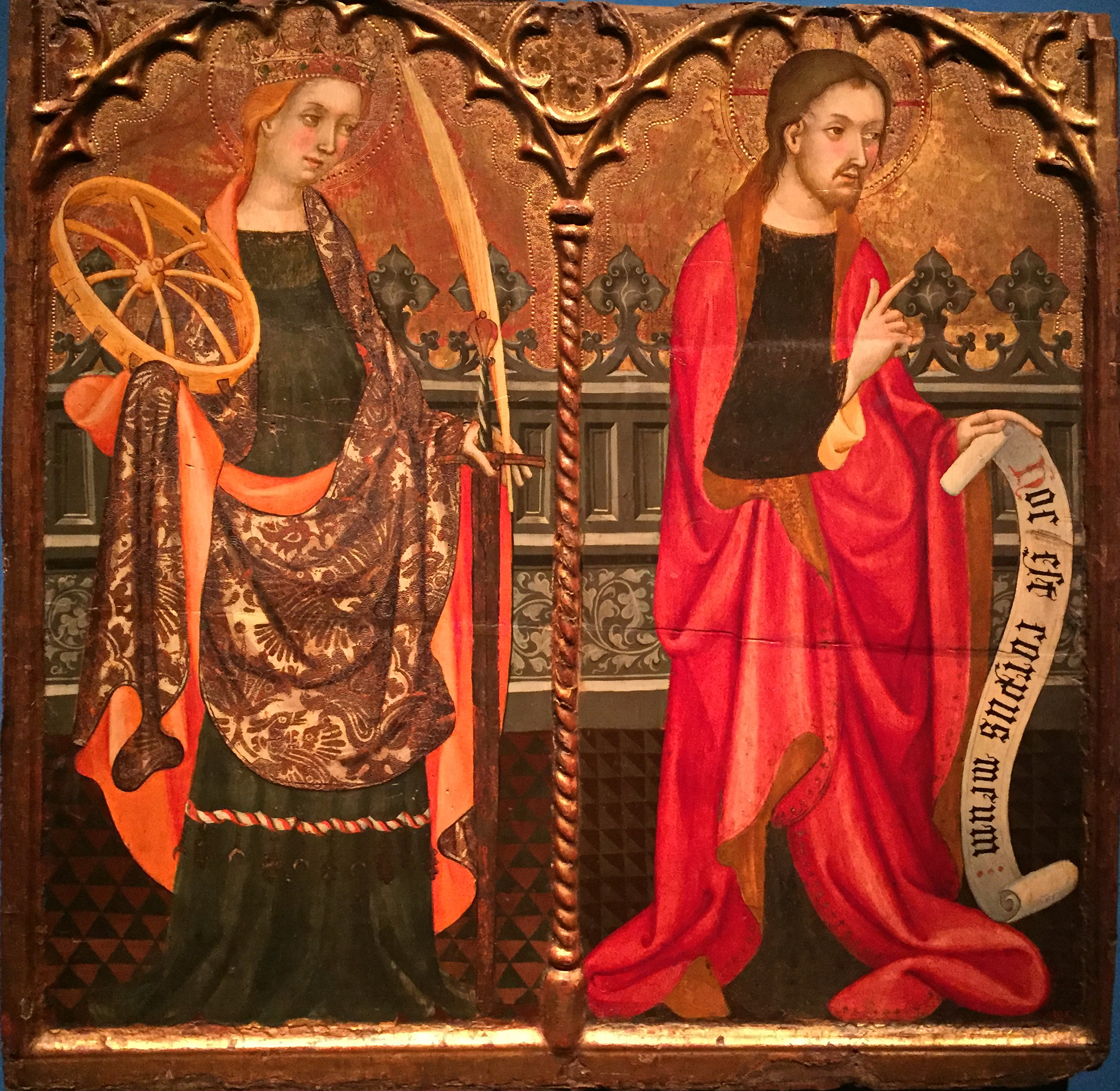
De heilige Catharina en Christus op de predella van het retabel van Sint-Pieter in de Iglesia de Santa Maria de Egara in Terrassa

Lluis Borrassá (Gerona, ca. 1360 – Barcelona, 20 november 1426) was een Catalaanse kunstschilder. Hij was de bijzonderste exponent van de internationale gotiek in Catalonië in het begin van de 15e eeuw.

## Biografische elementen
Lluis Borrassá was de tweede zoon van Guillem Borrassá, een schilder gevestigd in Gerona. Hij wordt voor het eerst vermeld in een ontvangstbewijs van 21 januari 1380 in verband met de betaling van zijn werk aan een glasraam in de kathedraal van Gerona. Hij werd waarschijnlijk opgeleid door Pere Serra van wie hij de Sienese en Franco-Vlaamse elementen meekreeg die zijn stijl karakteriseren. Hij vestigde zich in Barcelona in 1383 en leidde er een zeer actief atelier tussen 1402 en zijn dood in 1426.  In 1388 werd hij uitgenodigd door Johan I van Aragón naar Zaragoza om mee te werken aan zijn kroningsfeesten. Na de dood van Pere Serra omstreeks 1405-1408 was hij de beroemdste schilder in Catalonië die de bijzonderste opdrachten kreeg.

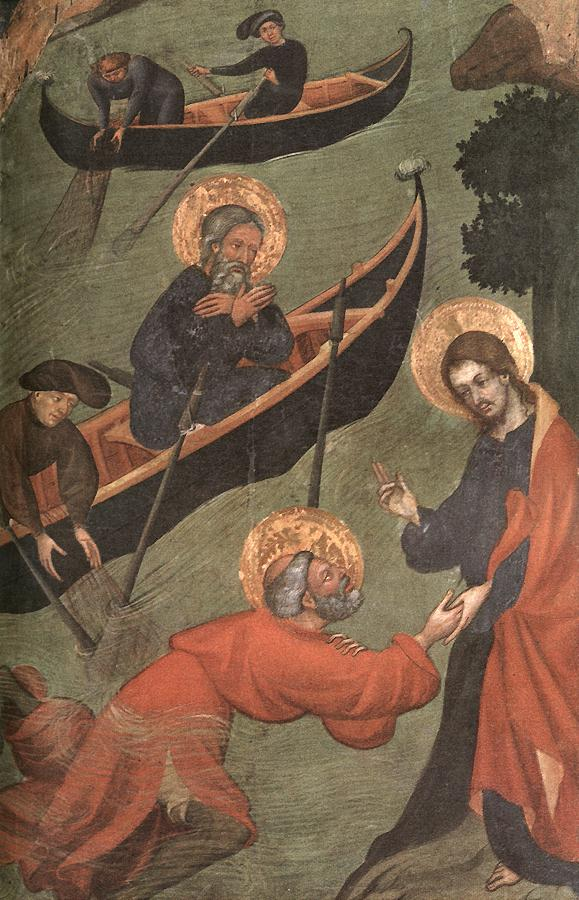
Petrus wandelend op het water, retabel van Sint-Pieter in de Iglesia de Santa Maria de Egara in Terrassa

## Carrière
In 1383 werkte hij aan een groot retabel, dat niet bewaard is gebleven, voor het klooster van  San Damian in Barcelona, een opdracht van Peter IV van Aragón, en in 1385 was hij al burger van Barcelona. Uit documenten van die tijd blijkt zijn succes als schilder, niettemin behield hij nog verscheiden jaren het burgerschap van Gerona en ging daar regelmatig naar toe om commissies en betalingen te ontvangen voor uitgevoerde werken. Hij werkte ook voor opdrachtgevers in centraal Catalonië in het gebied tussen Tarragona, Igualada en Vilafranca del Penedès. Er zijn elf retabels die via documenten aan hem kunnen toegewezen worden en twintig andere worden aan hem toegeschreven op basis van stijlkenmerken, samen met talrijke schilderijen. Tussen 1385 en 1390 zijn er verschillende schilderijen gedocumenteerd, maar geen enkel daarvan is bewaard gebleven. In de periode 1389 - 1391 maakte hij een retabel voor de Sant Feliu van Gerona en in 1389 werd hij betaald voor het retabel van het hoofdaltaar van de kerk van de franciscanen van Tarragona.
Tussen zijn vroege werken is er een altaarstuk van de Maagd Maria dat nu bewaard wordt in het Musée des arts décoratifs in Parijs dat duidelijk de invloed van Ramon Destorrents toont. Ook voor 1390 schilderde hij het altaarstuk van de aartsengel  Gabriël voor de kathedraal van Barcelona, mogelijk het belangrijkste werk uit zijn carrière, dat evenwel slecht bewaard is gebleven. In dit werk kan men vaststellen dat Borrassá al afstand neemt van de Serra-stijl. In 1402 schilderde hij het altaarstuk met Sint Antonius abt voor de Santa Maria in Copons (Barcelona), nu bewaard in een privécollectie en twee jaar later maakte hij het altaarstuk van de Verlosser voor de kapel van het kasteel van Guardiola (Lerida), ook bewaard in een privécollectie. Voor de collegiale van Manresa maakte hij in 1410 het retabel van de Heilige Geest, waarvan de Bewening van Christus, een stuk van de predella, bewaard is gebleven. Dit werk toont duidelijk zijn artistieke maturiteit. Een jaar later, in 1411, maakt hij het altaarstuk van Sint Andreas voor de kathedraal van Barcelona. Tussen 1411 en 1413 schilderde hij het retabel van Sint-Pieter voor de Iglesia de Santa Maria de Egara in Terrassa.
Een van zijn bekendste werken is het retabel van de heilige Clara dat hij schilderde in 1415 voor het klooster van de heilige Clara in Vic en dat zeer representatief is voor zijn stijl. Het wordt beschouwd als een van de meesterwerken van de Europese schilderkunst uit de internationale gotiek.
Voor Gurb in Barcelona maakte hij in 1416 nog een retabel gewijd aan Sint Andreas met demonische scènes en een geavanceerd gebruik van lichteffecten. Datzelfde jaar maakte hij ook nog het retabel voor de abdij van Sint Michiel in Cruilles dat nu bewaard wordt in het Museo Diocesano de Gerona. In de kathedraal van Antwerpen wordt ook een altaarstuk van Sint Michiel bewaard dat aan Borrassá wordt toegeschreven, maar het is geschilderd in een wat ruwere en meer populaire stijl; deze toewijzing wordt dan ook sterk in twijfel getrokken.
Via de schilders die hun opleiding bij de meester genoten, heeft Borrassá bijgedragen tot de verspreiding van de stijl van de internationale gotiek in de Roussillon, op Sicilië en op Sardinië. Hij leidde talrijke schilders op, onder wie de Meester van San Lorenzo, de Meester van Fonollosa, Guerau Gener, de Meester van Rusiñol en Juan Mates.

## Stijlkenmerken
Zoals hoger gezegd schilderde hij in de Sienese stijl, die hij zich had eigen gemaakt tijdens zijn opleiding bij Pere Serra, maar voegde daar duidelijk elementen aan toe afkomstig van de noordelijke internationale gotiek en van de pre-Eyckiaanse kunst die bloeide in de Zuidelijke Nederlanden. Zijn stijl is vertellend dankzij de gevarieerde en gezochte houdingen van de figuren, de gelaatsuitdrukkingen en de levendige kleuren. Zijn stijl is realistisch: hij schilderde gedetailleerde afbeeldingen uit het dagelijks leven en tooide zijn figuren in kleding naar de mode van de tijd. Om een maximum aan ruimte te hebben voor zijn scènes met meerdere personages plaatst hij de horizon vrij hoog. Lluis Borrassá is nooit buiten Spanje geweest, waarschijnlijke leerde hij buitenlandse kunstenaars en hun werk kennen in Gerona aan het hof van hertogin Yolande van Bar, de Franse echtgenote van Johan I van Aragón.